# Hector MacDonald
Sir Hector Archibald MacDonald, även känd som Fighting Mac, född 4 mars 1853 i grevskapet Ross i Skottland, död 25 mars 1903 i Paris, var en brittisk general.
Han var son till ett fattigt torparfolk och först anställd som bodbiträde i Dingwall, tog 1870 värvning vid 92:a höglandsregementet Gordon, tjänade sig upp till sergeant och utmärkte sig genom glänsande tapperhet i Afghanistan 1879, där han vann befordran till officer genom ett djärvt anfall på en skara afghaner, som låg i bakhåll för den brittiske överbefälhavaren, general Roberts. 
Som underlöjtnant stred MacDonald 1881 mot boerna vid Majuba, togs till fånga, men återfick sin värja av general Joubert som tecken till fiendernas beundran för hans tapperhet. MacDonald deltog från 1885 i fälttågen i Egypten och Sudan, anförde en egyptisk brigad i Don-golaexpeditionen 1896 och tillbakaslog som brigadchef i det blodiga slaget vid Omdurman 1898 mahdisternas ursinniga anlopp varigenom han också hämnades Gordons död. Han blev 1899 generalmajor och erhöll ett högt befäl i Indien samt kallades i december samma år till Sydafrika för att överta befälet över den i slaget vid Magersfontein hårt medtagna Höglandsbrigaden. MacDonald anförde den sedan till andra boerkrigets slut, blev svårt sårad vid Paardeberg (februari 1900), men hann likväl deltaga i lord Roberts marsch mot Bloemfontein (mars samma år) och erhöll 1901 knightvärdighet. 1902 blev MacDonald militärbefälhavare på Ceylon. 
Anklagelser för sedlighetsbrott förmådde honom att begå självmord, i Paris 25 mars 1903. Ett monument över MacDonald, i form av ett högt torn, restes i Dingwall 1907.